# LanguageTool
LanguageTool est un logiciel libre et open source de correction de texte pour de nombreuses langues et disponibles sous forme d'extensions (LibreOffice, Google chrome…) ou d’applications natives.
Il corrige l’orthographe, la grammaire, le style ou la typographie.
Il est disponible en version gratuite, premium ou pour les entreprises.

## Historique
Daniel Naber a lancé le projet en 2003, à l'occasion de son mémoire de fin d'études (initialement développé en Python). 
Le 15 août 2005 est publiée la première version publique. Une version premium nommée "LanguageTool Plus" a été instauré en septembre 2017. Celle ci accordait une détection améliorée des erreurs grâce à ses fonctionnalités avancées. Par la suite, cette version sera renommée "LanguageTool Premium". Quelques années plus tard en avril 2023, l'entreprise Californienne Learneo, Inc. reprend LanguageTool. 

## Champ d'application
Il prend désormais en charge 31 langues, chacune développée par des mainteneurs bénévoles, généralement des locuteurs natifs de chaque langue. Basé sur des modèles de détection d'erreurs, des règles sont créées puis testées pour un texte donné. L'application principale elle-même peut être téléchargée pour une utilisation hors ligne. Certaines langues utilisent des données n-gramme, volumineuses et nécessitent une puissance de traitement ainsi qu'une vitesse d'E/S considérables, pour certaines détections supplémentaires. À ce titre, LanguageTool est également utilisé comme service Web qui effectue le traitement des données « n-gramme » côté serveur. LanguageTool Plus utilise pareillement n-grammes dans le cadre de son modèle économique freemium.
Le service Web LanguageTool peut être utilisé via une interface dans un navigateur ou par une extension spécialisée côté client pour Microsoft Office, LibreOffice, Apache OpenOffice, Vim, Emacs, Firefox, Thunderbird et Chromium et ses dérivés. Son client d'application Web peut également être intégré sur des sites Web.

## La technologie
LanguageTool ne vérifie pas la grammaire d'une phrase dans son ensemble, mais détecte si elle contient des erreurs courantes. Par conséquent, il est facile d'inventer des phrases non grammaticales que LanguageTool acceptera toujours. La détection d'erreurs réussit avec une variété de règles basées sur XML ou écrites en Java. Les règles fondées sur XML peuvent être créées à l'aide d'un formulaire en ligne. Les développements récents s'appuient sur de vastes bibliothèques n-grammes qui fournissent des suggestions pour la correction des fautes d'orthographe à l'aide de réseaux de neurones artificiels.